# 張磊 (バレーボール)
張 磊（チョウ・ライ、ラテン文字翻記：Zhang Lei、1985年1月11日 - ）は、中華人民共和国の女子バレーボール選手。簡体字表記は、张 磊。
中国代表でのチームメイト・王一梅（1988年生まれ）と同じ誕生日である。

## 経歴
所属チームはShanghai clubを経て、2011年現在はSHANGHAI。
バレーボール中国代表に選出され、セッター対角として国際大会に出場。
- 2010年 世界選手権 2[1]　-　10位
- 2010年 アジア競技大会 2[2]　-　優勝
- 2011年 ワールドグランプリ 17[3][注 1]　-　8位
- 2011年 アジア選手権 17[4]　-　優勝
- 2011年 ワールドカップ 17[5]　-　3位
- 2012年 ロンドン五輪 17　-　5位
- 2013年 ワールドグランプリ 16